# Trechaleoides biocellata
Trechaleoides biocellata is een spinnensoort in de taxonomische indeling van de Trechaleidae.
Het dier behoort tot het geslacht Trechaleoides. De wetenschappelijke naam van de soort werd voor het eerst geldig gepubliceerd in 1926 door Cândido Firmino de Mello-Leitão.